# Declaración de Helsinki
La Declaración de Helsinki ha sido promulgada por la Asociación Médica Mundial (AMM) como un cuerpo de principios éticos que deben guiar a la comunidad médica y otras personas que se dedican a la experimentación con seres humanos. Por muchos es considerada como el documento más importante en la ética de la investigación con seres humanos, a pesar de que no es un instrumento legal que vincule internacionalmente. Su autoridad emana del grado de codificación interna y de la influencia que ha ganado a nivel nacional e internacional.

## Historia
La Declaración fue originalmente adoptada en junio de 1964 en Helsinki, Finlandia, y ha sido sometida a cinco revisiones -Venecia, Tokio, Hong Kong, Alemania y la última en Edimburgo- y dos clarificaciones, creciendo considerablemente por esto su longitud de 11 a 37 párrafos. La Declaración es un importante documento en la historia de la investigación ética, como un significativo esfuerzo de la comunidad médica para autorregularse, y forma la base de muchos de los documentos subsecuentes. El previo Código de Núremberg no tuvo aceptación general sobre los aspectos éticos de la investigación humana, aunque en países como Alemania y Rusia, inspiró políticas nacionales sobre investigación en humanos. La Declaración desarrolla los diez puntos del Código de Núremberg y a ellos les suma la Declaración de Ginebra (1948), un estatuto de deberes éticos para los médicos. La Declaración especifica más detalladamente la investigación clínica, reflejando cambios en la práctica médica desde el término "experimentación humana" usado en el Código de Núremberg. Un cambio notable referente a este es una relajación de las condiciones del consentimiento, el que era "absolutamente esencial" en el Código de Núremberg. Gracias a esto, hoy los médicos declaran obtener el consentimiento "si es posible" de parte del paciente, pero la investigación también se permite cuando a falta del consentimiento del involucrado, se cuenta con el de una persona próxima como un curador o representante legal.

## Principios

### Principios básicos
El principio básico es el respeto por el individuo (Artículo 8), su derecho a la autodeterminación y el derecho a tomar decisiones informadas (consentimiento informado) (Artículos 20, 21 y 22) incluyendo la participación en la investigación, tanto al inicio como durante el curso de la investigación. El deber del investigador es solamente hacia el paciente (Artículos 2, 3 y 10) o el voluntario (Artículos 16 y 18), y mientras exista necesidad de llevar a cabo una investigación (Artículo 6), el bienestar del sujeto debe ser siempre precedente sobre los intereses de la ciencia o de la sociedad (Artículo 5), y las consideraciones éticas deben venir siempre del análisis precedente de las leyes y regulaciones (Artículo 9).
El reconocimiento de la creciente vulnerabilidad de los individuos y los grupos necesita especial vigilancia (Artículo 8). Se reconoce que cuando el participante en la investigación es incompetente, física o mentalmente incapaz de consentir, o es un menor (Artículos 23 y 24) entonces el permiso debe darlo un sustituto que vele por el mejor interés del individuo. En este caso su consentimiento es muy importante (Artículo 25).

### Principios operacionales
La investigación se debe basar en un conocimiento cuidadoso del campo científico (Artículo 11), una cuidadosa evaluación de los riesgos y beneficios (Artículos 16 y 17), la probabilidad razonable de un beneficio en la población estudiada (Artículo 19) y que sea conducida y manejada por investigadores expertos (Artículo 15) usando protocolos aprobados, sujeta a una revisión ética independiente y una supervisión de un comité correctamente convocado y previamente asesorado (Artículo 13). El protocolo deberá contemplar temas éticos e indicar su relación con la Declaración (Artículo 14). Los estudios deberán ser discontinuados si la información disponible indica que las consideraciones originales no son satisfactorias (Artículo 17). La información relativa al estudio debe estar disponible públicamente (Artículo 16). Las publicaciones éticas relativas a la publicación de los resultados y la consideración de potenciales conflictos de intereses (Artículo 27). Las investigaciones experimentales deberán compararse siempre en términos de los mejores métodos, pero bajo ciertas circunstancias un placebo o un grupo de control deberán ser utilizados (Artículo 29). El interés del sujeto después de que el estudio finaliza debería ser parte de un debido asesoramiento ético, así como asegurarle el acceso al mejor cuidado probado (Artículo 30). Cuando se deban testear métodos no probados se deben probar en el contexto de la investigación donde haya creencia razonable de posibles ventajas para los sujetos (Artículo 32).

### Pautas o regulaciones adicionales
Los investigadores se encuentran frecuentemente con que diferentes códigos o pautas de acción regulan la misma actividad y deben entender las diferencias entre ellas. Una de éstas es la Buena Práctica Clínica (Good Clinical Practice- GCP), una guía internacional, mientras cada país regula, además, a nivel local. Existen numerosas herramientas para comparar entre estos lineamientos de acción.